# Fűz

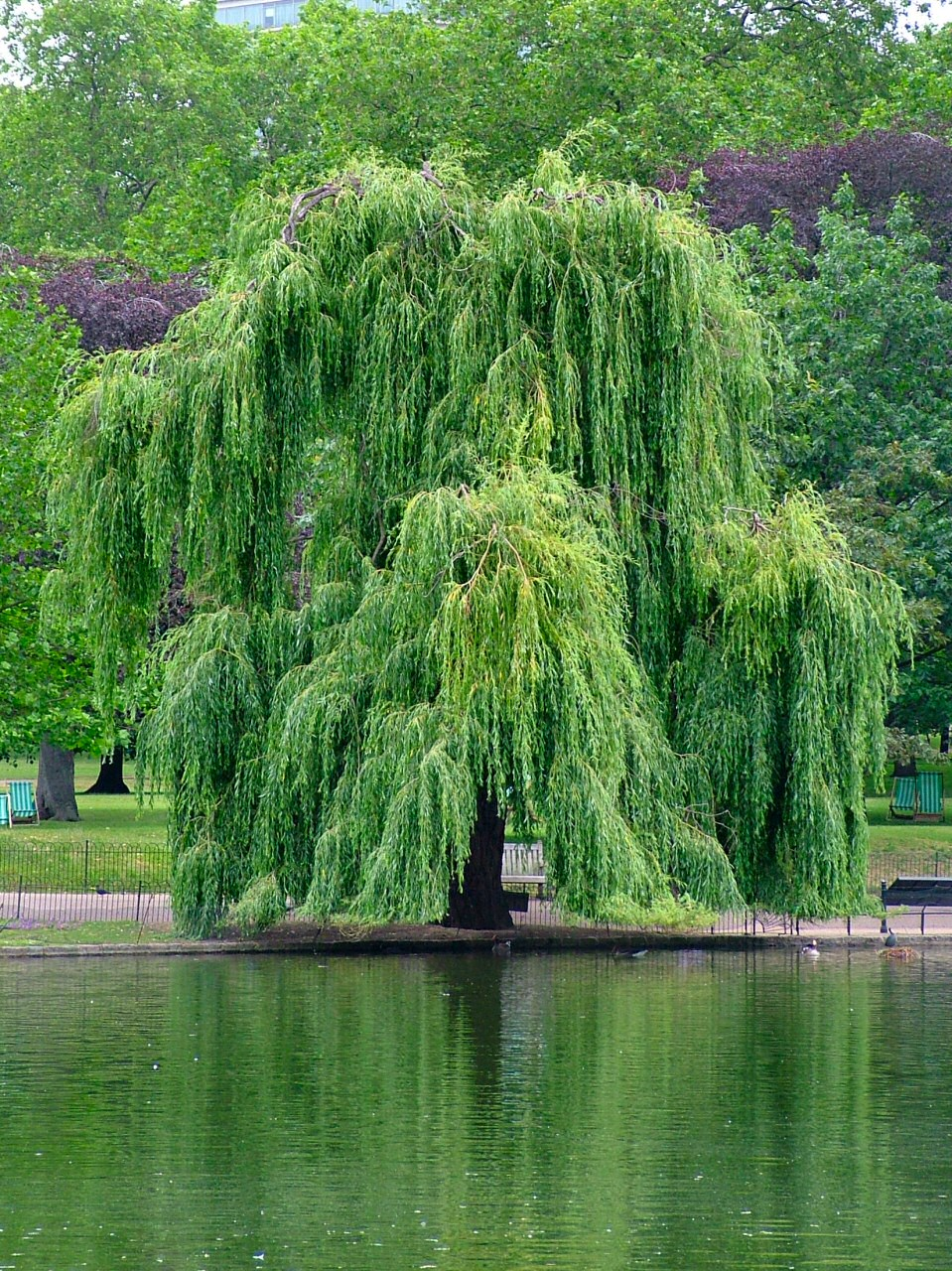
Szomorúfűz

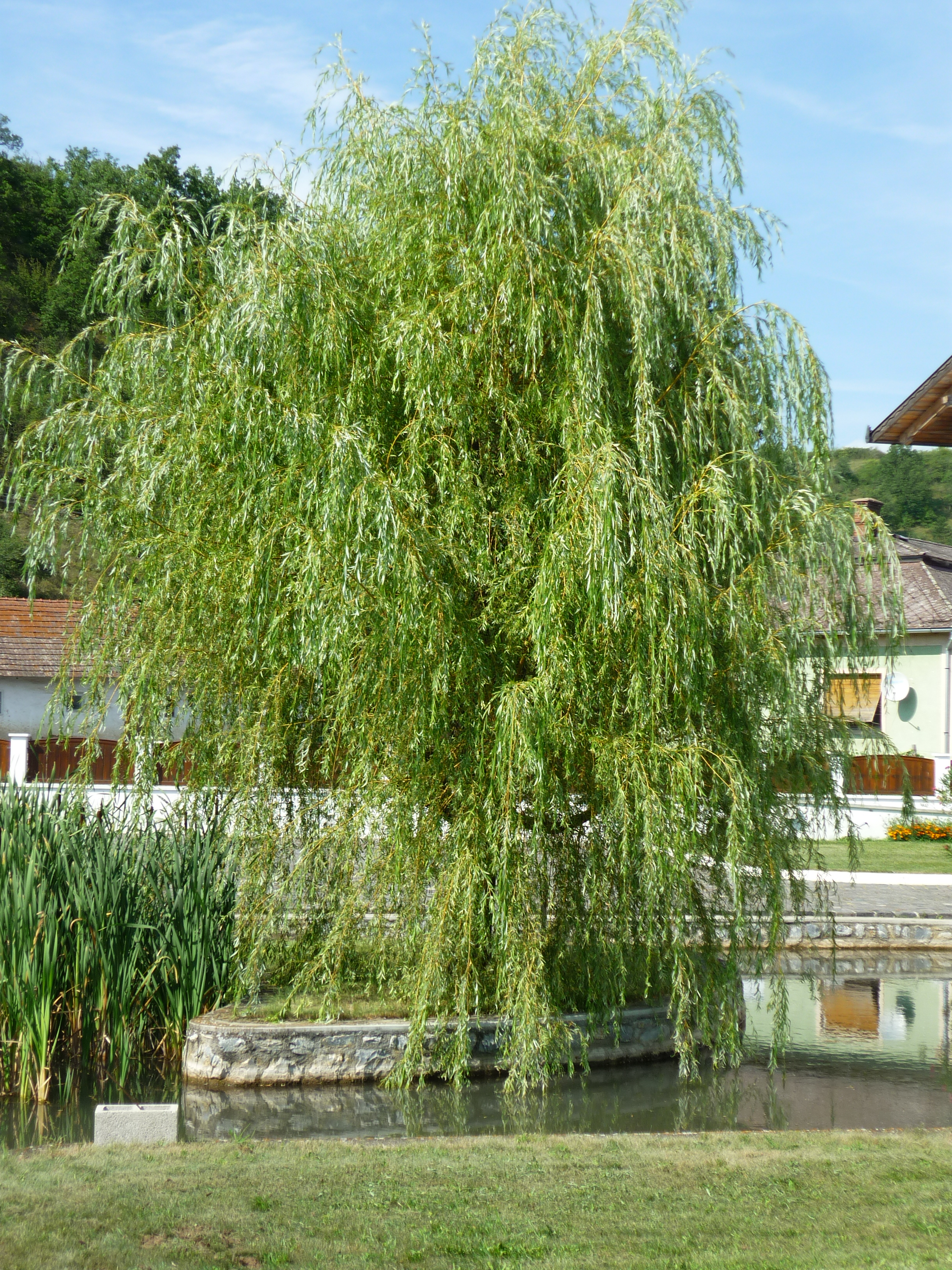
Európai szomorúfűz

A fűz vagy fűzfa (Salix) a fűzfafélék (Salicaceae) család névadó nemzetsége. Mintegy négyszáz faja főképp a Föld északi féltekéjén honos, közülük több a Kárpát-medencében is él.

## Elterjedése, élőhelye
Szinte mindenütt megtalálható az északi flórabirodalom csapadékosabb vidékein. Néhány faj a száraz klímához is alkalmazkodott, de ezek szinte egytől egyig bokor termetűek. Magyarországon mintegy huszonhárom fajuk honos.
A nemzetség evolúciósan kevéssé stabilizálódott: a fajok gyakran hibridizálnak, ezért elkülönítésük sokszor nehéz. Több változatot mesterségesen, keresztezéssel hoztak létre.

## Megjelenése, felépítése
Fás szárú, cserje- vagy fatermetű, lombhullató, kétlaki évelő növény. A sok fajnak számos közös tulajdonsága van. A fa alakú füzek előbb karógyökeret növesztenek, majd az ebből dúsan elágazó oldalgyökerek rendszerét. A cserje alakú füzek gyökérzete kezdettől nagyon szerteágazó. A gyökérzet jellegét mindig erősen befolyásolják a talaj tulajdonságai.
Kérge eleinte sima zöld vagy vöröseszöld, később – különösen az alsó néhány méteren – mély, hosszanti barázdákkal felrepedezik.
Szórt állású rügyei a legtöbbször hosszúkásak, keskenyek, ághoz simulóak, kopaszok, fénylők vagy finoman molyhosak. A legtöbb faj hajtásai hosszúak, vékonyak, hajlékonyak, sárgás- vagy vöröseszöldek, gyakran lecsüngők. A porzós füzérek néhány kisebb lomblevél felett a rövid oldalhajtások csúcsán fejlődnek, hosszúságuk általában nem haladja meg az 5 cm-t. A mindössze két porzóból álló porzós virágok a füzérben rövid, kanalas murvalevelek tövében ülnek. A termős füzérek a porzósakhoz hasonló hosszúságúak, a termős virágok mindössze egy hosszú, kúpos termőből állnak, melynek csúcsán jól látható a két karéjú bibe. A virágok murvalevelei zöldes fehérek, csak a tövükön szőrösek, a porzós és a termős virágban egyaránt vannak nektármirigyek. A fűzfák termése két kopáccsal nyíló tok, melyből a repítő szőrös magvak nyár elején messzire szállnak a széllel.
Leveleinek nyele általában rövid, a lemezek keskenyek, hosszúkásak, lándzsásak, vagy tojásdadok, esetleg apró kerekdedek. A szélük finoman fűrészelt, esetleg ép és hullámosak.
Az ép szélű murvalevelek hónaljában növő, egyivarú virágai nagyon egyszerűek: a virágtakaró hiányzik, a porzós virágokban kevés porzó van, a termős virágokban egyetlen termő. Bár a köznyelvben a fűzfák virágzatát barkának nevezik, virágzatuk felálló, ezért helyesen füzér, megporzásukat pedig nem a szél, hanem a rovarok végzik. A virágok tövében nektárt termel. A nőivarú virágok fehérek vagy zöldek, a porzós füzérek sárgák, esetleg pirosak. A barka a Húsvéthoz, pontosabban a Húsvét vasárnapját egy héttel megelőző Virágvasárnaphoz kötődik bennünk. Ilyenkor árulják a virágárusok a virágzás előtti barkát, ami akkor a legmutatósabb. 
Termése sokmagvú, több kopácsú tokokból álló füzér. A magvak alig 1 mm hosszúak, zöldesbarnák.

## Életmódja, élőhelye
Laza és kötött talajon egyaránt megél. Kétlaki.
A fehér fűz várható élettartama meghaladja a 100 évet. A fűzfák vesszői nedves közegben könnyen gyökeresednek. Vízparton, ahol gyakoriak az áradások, még az idősebb törzsek is gyakran fejlesztenek szakállszerű járulékos gyökérkötegeket. Ez a nedves környezethez való alkalmazkodásra vezethető vissza. A fűzfák továbbá jól tűrik az erős metszést.
A legtöbb faj erősen fény- és vízigényes, ezek főleg folyó- és állóvizek partján, ártereken nőnek; az ilyen erdőtársulásokban:
- ártéri puhafaligetekben (Salicion albae),
- bokorfüzesekben (Salicion triandrae),

gyakran állományalkotók. Az időszakos vízborítást is jól tűrik. Más fajok a magashegységi sziklacserjésekben nőnek.
Magyarországon február–márciusban virágzik; virágait rovarok porozzák be. Termése május–júniusban érik be. Magról és dugványról is jól szaporodik, kitűnően sarjad. Különösen az első években rendkívül gyorsan nő.

## Felhasználása
A fűz fája szórt likacsú, színes gesztű, könnyű, lágy, jól faragható. Szíjácsa sárgásfehér, gesztje vörösesbarna. A fa puha és nincsenek benne tartósító anyagok – csersav, gyanta, viasz stb., ezért leginkább faragványokat, háztartási eszközöket, gyufát, cellulózt és papírt készítenek belőle. Hajlékony vesszőiből kosarat és bútorokat fonnak. A legjobb minőségű krikettütők szintén fűzfából készülnek.
A kinin fölfedezése előtt a fűzfakéreg főzete volt a malária legjobb orvossága. A főzet gyulladásgátló, antiszeptikus, lázcsillapító, vérzéscsillapító hatású. Hatóanyagai:
- szalicin,
- katechin,
- csersav,
- gyanta,
- enzimek,
- oxalát.

Ajánlják:
- belső vérzések,
- bélhurut,
- reuma,
- ízületi bántalmak,
- gyomorhurut,
- lázzal járó megfázás ellen,
- fagyott testrészek,
- aranyeres bántalmak,
- gombás bőrbetegségek kezelésére.

Kivételes tűrőképessége folytán erdőgazdaságilag (a nedves, csapadékos környezetben) igen jelentős. Az ilyen élőhelyeken pionír fajként agresszíven terjeszkedő kecskefűz az egyéb erdők telepítését erősen gátolhatja.

## Rendszertani felosztása
A rendkívül fajgazdag nemzetséget négy alnemzetségre bontják, azokat pedig további fajcsoportokra:
- Salix subg. Salix:
  - S. sect. Amygdalinae
    - mandulalevelű fűz (Salix triandra)

  - S. sect. Eriostachyae
  - S. sect. Floridanae
  - S. sect. Fragiles
    - törékeny fűz (Salix fragilis)

  - S. sect. Glandulosae
  - S. sect. Humboldtianae
  - S. sect. Longifoliae
  - S. sect. Magnificae
  - S. sect. Salicaster
    - babérfűz (Salix pentandra)

  - S. sect. Salix
    - fehér fűz (Salix alba),
    - babiloni szomorúfűz (Salix babylonica),

  - S. sect. Subalbae
  - S. sect. Urbanianae

* Salix subg. Caprisalix:
- - S. sect. Vetrix
    - kecskefűz (Salix caprea, Salix capra),
    - füles fűz (Salix aurita) – védett,
    - rekettyefűz (Salix cinerea),

  - S. sect. Incubaceae
    - serevényfűz (Salix rosmarinifolia)

  - S. sect. Villosae
  - S. sect. Cordatae
  - S. sect. Arbuscella
    - nehézszagú fűz (Salix foetida)

  - S. sect. Balsamiferae
  - S. sect. Lanatae
  - S. sect. Daphnoideae
    - boroszlánképű fűz (Salix daphnoides)

  - S. sect. Viminales
    - kosárkötő fűz (Salix viminalis)

  - S. sect. Subviminales
  - S. sect. Canae
    - parti fűz (Salix elaeagnos),

  - S. sect. Purpurea
  - S. sect. Sitchenses
  - S. sect. Denticulatae

* Salix subg. Chamaetia:
- - S. sect. Chamaetia
  - S. sect. Diplodictyae
  - S. sect. Glaucae
  - S. sect. Lindleyanae
  - S. sect. Maccallianae
  - S. sect. Myrtosalix
  - S. sect. Myrtilloides
  - S. sect. Retusae
- Salix subg. Chosenia egy fajjal:
  -     - Chosenia arbutifolia

## A kultúrában
Az ókori görögök hite szerint a múzsák szent fája volt. Úgy tartották, hogy a múzsák a Helikonon, azaz a Fűzfák hegyén laknak.
A középkorban a fűzfát a boszorkányok, tündérek szent fájának tartották. Az európai kultúrában a szomorúfűz (mint neve is mutatja) a boldogtalan szerelem és a gyász jelképe.
Szabó Pál A béresasszony legendája című novellájában Fekete Ferencnének nincsen gyereke, azt mondják gonoszkodva neki, hogy majd akkor lesz, ha kivirágzik a bivalyos ostornyele. Férje el is ülteti az ágyuk mellett a bivalyos eltört ostornyelét, és a fűzfából készült ostornyél valóban ki is hajtott, Rebeka pedig teherbe esett.

### Szólásokban
- Fűzfa alatt esküdtek: házasság nélkül élnek együtt.
- Letette a fűzfa széket: a kelleténél tovább marad valahol látogatóban.
- Megjön, mint a fűzfa (síp) tavaszkor: engedékennyé válik, megbékél.
- Azt a fűzfán fütyülő (, jégen kopogó) rézangyalát! tréfás káromkodás.
- Fűzfából a sípot könnyű megcsinálni: jól megmunkálható anyaggal könnyű dolgozni.
- Fűzfa hegedűhöz nádvonó illik: szegény emberhez szegény házastárs való.
- Fűzfakatonának kár a fringia a kezébe: a gyáva katona semmit sem ér.[2]